# 安永亜季
安永 亜季（やすなが あき、1970年9月6日 - ）は、日本の声優、女優。鹿児島県出身。身長159cm。スターダス・21所属。

## 出演

### 吹き替え
- アグリー・ベティ
- あなたは遠いところに（ジェニー）
- アベンジャーズ 地球最強のヒーロー（ブラック・ウィドウ）
- アリス（ダッチェス）
- アルフ（看護師）
- ER緊急救命室
  - シーズンXIII #22（ソフィア・ヴァン・ブルムメレン〈ディ・コーブ〉）
  - シーズンXV #19（ケネディ〈ローラ・ガードナー〉）
- イ・サン（チェ尚宮）
- WITHOUT A TRACE/FBI 失踪者を追え! シーズン5（アン）
- 運命のボタン
- NCIS 〜ネイビー犯罪捜査班（リンダ）
- エンドゲーム 〜アパルトヘイト撤退への攻防〜（セボレラ）
- 大いなる陰謀
- おさるのジョージ（ジニー）
- おとぼけスティーブンス一家（ベティ）
- 風の国（ヘアプ）
- ギルモア・ガールズ
- グッド・ワイフ
- クレイジーズ（ディアドラ・ファーナム〈クリスティン・リン・スミス〉）
- クレイジー・パーティー（メアリー〈ケイト・マッキノン〉）
- 恋するベーカリー（アグネス〈レイク・ベル〉）
- 50歳の恋愛白書（トリシュ）
- 13/ザメッティ
- 最愛の大地（アイラ〈ザーナ・マリアノヴィッチ〉）
- ザ・ケープ 漆黒のヒーロー（ディアナ・ファラデー〈ジェニファー・フェリン〉）
- ザ・スナイパー（ビィーン〈ホープ・デイヴィス〉）
- THE 4TH KIND フォース・カインド（サラ）
- ザ・ホワイトハウス シーズン5
- しあわせの処方箋（コートニー）
- CSI:科学捜査班
- CSI：ニューヨーク5（ライデル）
- CSI:マイアミ
- SHERLOCK（シャーロック）2
- シンデレラマン（ベルベット・リー）
- 新ビバリーヒルズ青春白書（トレーシー、ローレル・クーパー〈ケリー・リンチ〉）
- ステート・ウイズイン 〜テロリストの幻影〜
- スピーシーズ4 新種覚醒
- スピード・レーサー
- スプライス（ジョアン・ショロ）
- 善徳女王（サムォル）
- ダークエイジ・ロマン 大聖堂
- ダメージ2（カーラ）
- チャームド 〜魔女3姉妹〜（クモ悪魔）
- チャーリー・シーンのハーパー★ボーイズシーズン3（ベッツィー）
- 月に囚われた男（テス）
- Disney's クリスマス・キャロル（フレッドの妻）
- デクススター 〜警察官は殺人鬼
- デスパレートな妻たち5（ペギー）
- 鉄の王 キム・スロ（アジンウィソン）
- トンイ（ト尚宮、ヨノン、トンイ付の尚宮、女官ほか多数）
- ナイト・ミュージアム2（ジーナ）
- ネバダ・バイオレンス（アンジー）
- ハーパーズ・アイランド 惨劇の島（カレン）
- 馬医（チャン・インジュ）※NHK版
- 爆音家族（ベス・キャンベル）
- HACHI 約束の犬（マイラ）
- 母なる証明（ミソン）
- HAWAII FIVE-0（サマンサ〈アニー・ワーシング〉）
- 反撃のレスキュー・ミッション（ダイアン・ポーター〈ニコラ・スティーヴンソン〉）
- バンテージ・ポイント
- HEROES/ヒーロズ ファイナル・シーズン（リディア）
- 瞳の奥の秘密
- 冬のソナタアニメ版（イ・ジョンア）
- プライミーバル（ロレイン）
- プラダを着た悪魔（ルシア） ※テレビ版
- プリズン・ブレイクファイナルシーズン（ナレーター）
- ブログ犬 スタン（エレン）
- ベッドタイム・ストーリー
- 弁護士イーライのふしぎな日常（ベス・ケラー）
- 僕の彼女は九尾狐（チャ・ミンスク）
- ホテル・バビロン
- 名探偵モンク
- メッセージ そして、愛が残る（英語版）（ケイの義母）
- ラコニア号 知られざる戦火の奇跡（ヒルダ）
- LUCIFER/ルシファー（リンダ・マーティン博士〈レイチェル・ハリス〉）
- ルルの冒険 黄金の魂
- ロラックスおじさんの秘密の種
- LAW & ORDER:性犯罪特捜班（オリビア・ベンソン〈マリスカ・ハージティ〉）
- 私の中のあなた（ファルコワ医師）
- One Tree Hill（レイチェル・ガッディーナ〈ダニール・ハリス〉）

### ボイスオーバー
- プロジェクト・ランウェイ5（コルト・モモルー）
- アメリカにいた絶滅動物を追え（マッカリー）

### ナレーション
2011年
- 釣りビジョン「フライフィッシングGallery」番組ナレーション スカパー!CATV

### CD
- 世界の名作を演じる「ナショナルトレーニングブック」付属CD

### CM
- ベネッセ「ハンド&ハート」

### 舞台
- 朗読ステージ「おはなしがいっぱい」小原乃梨子朗読研究会教科書は名作の宝箱2007

### 方言指導
- SICK’S ～内閣情報調査室特務事項専従係事件簿～ - 鹿児島弁指導